# Matilde García del Real y Álvarez Mijares
Matilde García del Real y Álvarez Mijares (Oviedo, 15 de marzo de 1856-Madrid, 25 de abril de 1932) fue una pedagoga y escritora española. Su vocación pedagógica fue influenciada por Concepción Arenal, amiga de la familia, por la que profesó una gran admiración.

## Trayectoria
Hija de la poetisa Emilia Álvarez Mijares y del escritor Timoteo García del Real, hermano del también literato Luciano García del Real, en su vocación de maestra intervino la Institución Libre de Enseñanza y, sobre todo, el influjo que sobre ella ejerció la jurista Concepción Arenal, amiga de la familia y muy admirada por ella. Fue tía de Carlota Bustelo, política española.
A los catorce años en la Escuela de Institutrices y obtuvo su título el 17 de octubre de 1873; el 18 de noviembre de 1874 consiguió el de Maestra Superior en la Escuela Normal Central y al año siguiente es nombrada maestra auxiliar en una escuela municipal de Madrid, donde ejerció la enseñanza desde el 4 de agosto de 1875 al 29 de enero de 1879; después desarrolló el método pedagógico de Friedrich Fröbel o Froebel en una escuela de párvulos modelo en su tiempo, los kindergarden o "Jardines de la Infancia" inaugurados solemnemente el 19 de julio de 1879; allí ejerció hasta ser nombrada inspectora en 1891. Ya tenía bastantes publicaciones en su especialidad firmadas entonces como Matilde del Real Mijares: Los animales trabajadores. Lecturas infantiles sobre la naturaleza (1882), que alcanzó nueve ediciones hasta 1929; Compendio de historia de España (1883), que fue aprobado como texto para las escuelas; Dos ensayos pedagógicos. La educadora de la infancia. Cualidades y circunstancias que debe reunir. Observaciones sobre la educación moral del niño (1884, 2.ª ed. en 1885. Pero su obra más importante es su manual La escuela de niñas (1890), con prólogo de Eugenio G. Barbarín; se trata de un manual para formación de las maestras en aspectos teóricos y prácticos más moderno y muy por encima de obras análogas de su tiempo. 
Por R. D. de 23 de julio de 1891 es nombrada inspectora de las escuelas públicas de niñas de la Corte y ejerció durante treinta y cinco años hasta su jubilación en 1926. Al crearse el cuerpo de inspectores en 1908 ingresó en el escalafón con el número uno, siendo la única mujer que figuraba en él, ya que las primeras inspectoras no serían nombradas por el Estado hasta cinco años después.
Creó en 1901 la primera escuela pública de adultas en Cuatro Caminos (calle Artistas n.º. 1), germen de todas las que después existieron en España; estableció las primeras cantinas escolares, promovidas por la Asociación de Caridad Escolar de la que fue cofundadora, tesorera y más tarde presidenta, desde la primera fundada en 1902, sostenidas solo con donativos particulares y subvenciones de algunos organismos públicos, recabados incansablemente por las integrantes de la asociación. En 1918 ya había existían siete que daban comida a más de 800 niños. Cofundó el Centro Iberoamericano de Cultura Popular Femenina y organizó la Escuela de Madres de Familia en 1906, donde impartió varios cursos de Pedagogía y de Arte culinario recogiendo su experiencia en el libro La cocina de la madre de familia, (1908, reeditado en 1922) en colaboración con su hermano Eduardo, catedrático de Pediatría. Sobre el mismo tema publicaría, ya después de su jubilación, Cocina española y cocina dietética (1929), con prólogo de Gregorio Marañón.
Participó con ponencias y comunicaciones en: Congreso hispano portugués y americano en 1892 ("Defensa de la mujer ilustrada y trabajadora"); Asamblea de amigos de la enseñanza, en 1901 ("Escuelas profesionales femeninas" y "Escuelas superiores femeninas"); Congreso de Primera Enseñanza de Barcelona, en 1909-1910 ("Obras circum- escolares"); Congreso de educación familiar de Bruselas, en 1910 ("La educación y la enseñanza en las escuelas de niñas"); Congreso nacional de pediatría de San Sebastián, en 1923 ("Nuestras escuelas de párvulos" publicado en Madrid, 1924).
Viajó al extranjero para conocer las instituciones pedagógicas de otros países, particularmente o pensionada por el estado: Francia (1900), Inglaterra (1908); La Haya (1912), Suiza (1922). La Junta de Ampliación de Estudios le confió la dirección de un grupo de inspectoras y maestras para visitar las escuelas de Francia y Bélgica en 1913 y 1921. En artículos y memorias dejó constancia de estos viajes (La educación popular en Inglaterra, memoria publicada por la J. A. E. en 1910 y Excursiones pedagógicas al extranjero. Memoria correspondiente al segundo grupo de maestras organizado en 1813., (Madrid: J. A. E., 1914)
Fue vicepresidenta de la Asociación Nacional de Inspectores de Primera enseñanza y del Comité de Higiene Popular, organismo creado en 1911 por médicos y educadores, que, entre otras actividades, promovió colonias escolares y servicios sanitarios para niños débiles o en situación de riesgo.
Fue profesora en la Escuela de Institutrices donde impartía clases de Pedagogía y Organización escolar, en horario nocturno y "sin percibir remuneración alguna por este servicio". En su última etapa mostraría interés por temas gastronómicos relacionados con la economía de las instituciones y escribió algunos trabajos sobre este tema. Tradujo del francés algunos tratados de pedagogía.
Publicó artículos en La Escuela Moderna, Luz, La Voz de la Mujer, El Magisterio Español, Unión Ibero-americana, Boletín de la Institución Libre de Enseñanza, El Oriente de Asturias, Revista General de Enseñanza, La Inspección de Primera Enseñanza, La Medicina Social Española, La Enseñanza, Boletín Escolar y Revista de Pedagogía. Algunos de estos trabajos se encuentran recogidos en su libro Artículos y conferencias, publicado en 1905.

## Obras

### Pedagogía
- Los animales trabajadores. Lecturas infantiles sobre la naturaleza (1882), nueve ediciones hasta 1929. Fue declarada “de texto” por el Consejo de Instrucción Pública.
- Compendio de historia de España (1883)
- Dos ensayos pedagógicos. La educadora de la infancia. Cualidades y circunstancias que debe reunir. Observaciones sobre la educación moral del niño (1884, 2.ª ed. en 1885).
- La escuela de niñas (1890). Es la obra que le encumbra.
- Artículos y conferencias, 1905.
- Con Eduardo García del Real, La cocina de la madre de familia, (1908, reeditado en 1922) *Cocina española y cocina dietética (1929).
- La educación popular en Inglaterra, memoria publicada por la J. A. E. en 1910.
- Excursiones pedagógicas al extranjero. memoria publicada en Madrid: J. A. E., 1914.
- «Nuestras escuelas de párvulos», Madrid 1924.

### Culinaria y dietética
- «La cocina de la madre de familia», Madrid 1908;
- «Cocina Española y cocina dietética». Prólogo del Dr. Marañón. Madrid 1929

### Traducciones
- P. Kergomard, La educación maternal en la escuela. Madrid:, 1906 (2 vols.)
- M. Fleury, El cuerpo y el alma del niño. Madrid: 1907 (3ª. edición 1929)
- El Arte en la Escuela. Paris: Biblioteca Larousse (s. a.)